# 舟喜信
舟喜 信（ふなき しん、1928年9月28日 - 2008年3月26日）は、日本の牧師、伝道者、神学校教師。群馬県前橋市生まれ。元・浜田山キリスト教会牧師（後に、同教会の協力牧師）、元・日本福音同盟理事長、元・聖書宣教会会長。
父は舟喜麟一牧師。実兄は舟喜順一。夫人は沢村五郎の娘。

## 生涯
1928年群馬県前橋市に生まれる。東京高等師範学校卒業後学校の教員になるが、献身を決意して神学校で学ぶために、留学する。米国ホイートン大学でV･レイモンド・エドマンに薫陶を受ける。大学院を修了した後に、帰国して、兄の舟喜順一が校長をしていた聖書神学舎の教師になる。また、神学校の付属教会である浜田山キリスト教会の牧師に就任する。聖書神学舎が聖書宣教会になると、会長に就任する。2005年に会長を辞任して、2008年の死去まで愛知県に住む。

## 著書
- 『創世記』（『新聖書注解』） いのちのことば社
- 『列王記』（新聖書講解シリーズ） いのちのことば社
- 『キリスト者が神を信じるということ』 いのちのことば社
- 『破れ口に立つキリスト者』いのちのことば社、1997年

## 訳書
- V・レイモンド・エドマン著『人生のかぎ－信仰生活の秘訣を見出した人々』いのちのことば社、1966年
- ハワード・テーラー『ハドソン・テーラーの生涯とその秘訣』いのちのことば社、1964年